# Miroslav Drobňák
Miroslav Drobňák (Šarišské Michaľany, 29 maggio 1977) è un ex calciatore slovacco, di ruolo centrocampista.

## Carriera

### Nazionale
Nel 2000 ha partecipato, insieme alla selezione slovacca, ai Giochi della XXVII Olimpiade di Sydney.

## Palmarès

### Club

#### Competizioni nazionali
- Campionato slovacco: 1

Inter Bratislava: 2000-2001
- Coppa di Slovacchia: 1

Inter Bratislava: 2001
- Supercoppa di Slovacchia: 2

Inter Bratislava: 2000, 2001